# Liste der Kulturdenkmäler in Kommen
In der Liste der Kulturdenkmäler in Kommen sind alle Kulturdenkmäler der rheinland-pfälzischen Ortsgemeinde Kommen aufgeführt. Grundlage ist die Denkmalliste des Landes Rheinland-Pfalz (Stand: 10. August 2023).

## Einzeldenkmäler
| Bezeichnung                           | Lage                                         | Baujahr | Beschreibung                                                          | Bild |
| ------------------------------------- | -------------------------------------------- | ------- | --------------------------------------------------------------------- | ---- |
| Katholische Filialkirche St. Valentin | Hauptstraße Lage                             | 1784    | kleiner barocker Saalbau, bezeichnet 1730, angeblich aber 1784 erbaut | BW   |
| Heiligenhäuschen                      | nördlich des Ortes am Weg nach Longkamp Lage | um 1780 | rund geschlossener Mauerblock, angeblich um 1780; neuere Pietà        | BW   |